# Бакош, Дьёрдь
Дьёрдь Бакош (венг. Bakos György; род. 6 июля 1960, Залаэгерсег) — венгерский легкоатлет, специалист по барьерному бегу и спринту. Выступал за сборную Венгрии по лёгкой атлетике в 1979—1991 годах, победитель международного турнира «Дружба-84», чемпион Европы в помещении, серебряный призёр Всемирной Универсиады, многократный чемпион страны, участник летних Олимпийских игр в Сеуле.

## Биография
Дьёрдь Бакош родился 6 июля 1960 года в городе Залаэгерсег, Венгрия. Занимался лёгкой атлетикой в Будапеште, проходил подготовку в столичном клубе «Уйпешти».
Первого серьёзного успеха на международном уровне добился в сезоне 1979 года, когда вошёл в состав венгерской сборной и выступил на юниорском европейском первенстве в Быдгоще, где в зачёте бега на 110 метров с барьерами выиграл серебряную медаль.
В 1980 году бежал 60 метров с барьерами на чемпионате Европы в помещении в Зиндельфингене, в финал не вышел.
В 1981 году дошёл до полуфинала в беге на 50 метров с барьерами на чемпионате Европы в помещении в Гренобле. Будучи студентом, представлял Венгрию на Всемирной Универсиаде в Бухаресте — здесь в беге на 110 метров с барьерами так же остановился на стадии полуфиналов.
В 1982 году отметился выступлением в барьерном беге на чемпионате Европы в помещении в Милане и на чемпионате Европы в Афинах, в обоих случаях стал полуфиналистом.
В 1983 году в 60-метровом барьерном беге финишировал пятым на домашнем чемпионате Европы в помещении в Будапеште, в 110-метровом барьерном беге занял шестое место на впервые проводившемся чемпионате мира по лёгкой атлетике в Хельсинки. Помимо этого, показал второй результат на Кубке мира в Лондоне, уступив в своей дисциплине только представителю ГДР Томасу Мункельту.
В 1984 году завоевал серебряную награду на чемпионате Европы в помещении в Гётеборге, был превзойдён лишь поляком Ромуальдом Гегелем. Рассматривался в качестве кандидата на участие в летних Олимпийских играх в Лос-Анджелесе, однако Венгрия вместе с несколькими другими странами восточного блока бойкотировала эти соревнования по политическим причинам. Вместо этого Бакош выступил на альтернативном турнире «Дружба-84» в Москве, где с результатом 13,52 превзошёл всех соперников в программе барьерного бега на 110 метров.
В 1985 году одержал победу на чемпионате Европы в помещении в Пирее, получил серебро на Всемирной Универсиаде в Кобе.
В 1986 году на Играх доброй воли в Москве сошёл с дистанции, не показав никакого результата, тогда как на чемпионате Европы в Штутгарте занял итоговое восьмое место.
В 1987 году в беге на 60 метров с барьерами стал пятым на чемпионате Европы в помещении в Льевене, выступил на чемпионате мира в помещении в Индианаполисе. В беге на 110 метров с барьерами дошёл до полуфинала на чемпионате мира в Риме.
Благодаря череде успешных выступлений в 1988 году удостоился права защищать честь страны на Олимпийских играх в Сеуле — в барьерном беге на 110 метров остановился на стадии четвертьфиналов, в то время как в эстафете 4×100 метров вместе с соотечественниками показал в решающем забеге восьмой результат.
В 1989 году в 60-метровом барьерном беге стартовал на чемпионате Европы в помещении в Гааге и на домашнем чемпионате мира в помещении в Будапеште.
На чемпионате Европы 1990 года в Сплите не смог преодолеть предварительный квалификационный этап бега на 110 метров с барьерами и с венгерской командой занял пятое место в эстафете 4×100 метров.
В 1991 году стал седьмым на Кубке Европы во Франкфурте и в последний раз одержал победу на чемпионате Венгрии. По окончании сезона завершил спортивную карьеру.